# خشخاشية
الفصيلة الخشخاشية هي فصيلة نباتية من رتبة الحوذانيات (باللاتينية: Ranunculales) من طائفة ثنائيات الفلقة. معظم نباتات هذه الفصيلة من الأعشاب مثل الخشخاش المنوم، مع أنها تضم بعض الأشجار.

## أسر
- الخشخاشاوات (الاسم العلمي:Papaveroideae)
- الشاهترجية (الاسم العلمي:Fumarioideae)
- ديشاراوات الأوراق (الاسم العلمي:Pteridophylloideae)

## أجناس
- ثنائية المهماز